# Самсонов, Виталий Александрович
Вита́лий Алекса́ндрович Самсо́нов (род. 12 декабря 1940, Москва) — советский, российский учёный-механик; главный научный сотрудник Института механики МГУ, профессор кафедры теоретической механики и мехатроники мехмата МГУ.

## Биография
Самсонов Виталий Александрович родился 12 декабря 1940 года в Москве. Окончил механико-математический факультет МГУ в 1962 году.
С 1965 года работает в Институте механики МГУ, с 1996 года — главный научный сотрудник. С 1963 года также преподаёт на кафедре теоретической механики мехмата МГУ (в 1999 году утверждено её новое название: «кафедра теоретической механики и мехатроники»); с 1992 года — профессор кафедры по совместительству.
В 1967 году защитил диссертацию на соискание учёной степени кандидата физико-математических наук (тема — «О влиянии капиллярности в задаче устойчивости стационарного движения твёрдого тела с жидким наполнением»); в 1981 году — докторскую диссертацию (тема — «Динамика систем с псевдоциклическими координатами»).
Читает для студентов мехмата основной курс теоретической механики и спецкурсы: «Динамика систем с циклическими координатами», «Динамика твёрдого тела в сопротивляющейся среде», «Динамика твёрдого тела, взаимодействующего со средой», «Устойчивость стационарных движений гибридных систем». Руководит семинаром по задачам об устойчивости движения. С 1985 года руководит научно-исследовательским семинаром «Динамика твёрдого тела, взаимодействующего со сплошной средой».
Член Национального комитета по теоретической и прикладной механике, член президиума Научно-методического совета по теоретической механике Министерства образования и науки РФ (с 1998 года. 

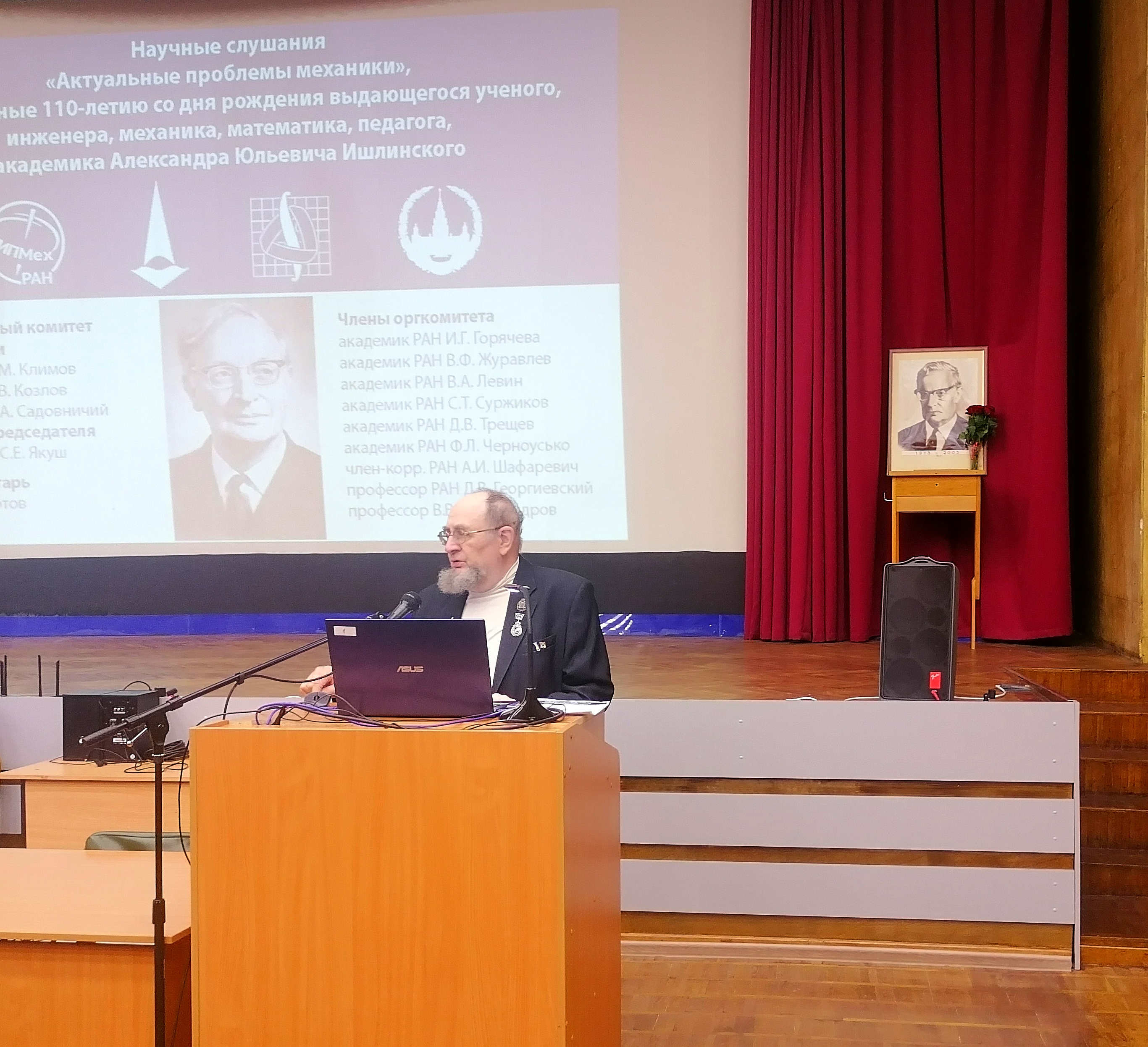
Пленарный доклад

С октября 2012 года — председатель Научно-методического совета), член редколлегии сборника научно-методических статей «Теоретическая механика».

## Научная деятельность
Основные направления научной деятельности: теория устойчивости движения, динамика твёрдого тела, динамика систем, содержащих твёрдые тела и деформируемые элементы. В основном его деятельность направлена на построение новых механико-математических моделей движения вращающихся тел в силовых полях различной природы. Им был также поставлен и решён ряд задач об устойчивости стационарных и эволюции квазистационарных движений твёрдого тела с вязким наполнением, разработана математическая модель функционирования малых ветроэнергетических установок.
Принимал участие в проводившихся под руководством В. В. Белецкого первых работах, предусматривавших определение по данным измерений бортовых датчиков ориентации фактического движения искусственных спутников относительно центра масс и получение интерпретации характера этого движения.
В. А. Самсоновым была создана теория устойчивости вращения тел с полостями, заполненными жидкостью, которая обладает поверхностным натяжением. Совместно с А. С. Сумбатовым он установил, опираясь на уравнения П. В. Воронца, описывающие качение твёрдого тела без скольжения по опорной поверхности произвольной формы, условия существования в данной ситуации первого интеграла типа интеграла площадей, а также применил эти уравнения к задаче о движении кельтского камня, что позволило теоретически обосновать наблюдаемый в экспериментах эффект частичного перехода колебаний камня, качающегося около положения равновесия, во вращательное движение относительно оси, проходящей через точку контакта.
Опубликовал свыше 200 научных работ. Подготовил 23 кандидатов наук; трое из его учеников позднее стали докторами наук.

## Награды и премии
Профессор В. А. Самсонов награждён медалями:
- медаль «В память 850-летия Москвы»
- медаль имени М. В. Келдыша в области прикладной математики и механики (Отделение математики РАН)
- медаль имени академика В. Н. Челомея (Федерация космонавтики России)

В 1994 году удостоен Ломоносовской премии МГУ II степени за цикл работ «Динамика вращающегося тела, взаимодействующего со средой» (совместно с Ю. М. Окуневым).
Почётные звания: «Заслуженный научный сотрудник Московского университета» (2000), «Заслуженный работник высшей школы РФ» (2005).

## Публикации

### Отдельные издания
- Локшин Б. Я., Привалов В. А., Самсонов В. А. Введение в задачу о движении тела в сопротивляющейся среде. — М.: Изд-во Моск. ун-та, 1986. — 86 с.
- Рубановский В. Н., Самсонов В. А. Устойчивость стационарных движений (в примерах и задачах). — М.: Наука, 1988. — 304 с. — ISBN 5-02-013813-4.
- Локшин Б. Я., Привалов В. А., Самсонов В. А. Введение в задачу о движении точки и тела в сопротивляющейся среде. — М.: Изд-во Моск. ун-та, 1992. — 75 с. — ISBN 5-211-02921-6.
- Самсонов В. А. Очерки о механике. Некоторые задачи, явления и парадоксы. 2-е изд. — М.: НИЦ «Регулярная и хаотическая динамика», 2001. — 80 с. — ISBN 5-93972-045-5.
- Задачи по классической механике / Антонов И. Л., Болотин С. В., Вильке В. Г., Голубев Ю. Ф., Карапетян А. В., Кугушев Е. И., Павловский В. Е., Сальникова Т. В., Самсонов В. А., Татаринов Я. В., Трещёв Д. В., Якимова К. Е., Якушев А. Г.  М.: изд-во ЦПИ мехмата МГУ, 2001. ISBN 5-93839-011-7. 96 с.

### Некоторые статьи

#### Динамика твёрдого тела
- Самсонов В. А.  О трении при скольжении и верчении тела // Вестник Моск. Ун-та. Сер. 1: Математика, механика. — 1981. — № 2. — С. 76—78.
- Самсонов В. А.  Динамика тормозной колодки и удар трением // Прикл. математика и механика. — 2005. — Т. 69, вып. 6. — С. 912—921.
- Досаев М. З., Самсонов В. А., Селюцкий Ю. Д.  О динамике малой ветроэлектростанции // Доклады Академии наук. — 2007. — Т. 416, № 1. — С. 50—53.
- Самсонов В. А., Сумбатов А. С. . К 100-летию уравнений П. В. Воронца, описывающих качение твёрдого тела по опорной поверхности без скольжения // Сборник научно-методических статей. Теоретическая механика. Вып. 28. — М.: Изд-во Моск. ун-та, 2012. — 224 с. — С. 156—168.
- Самсонов В. А., Селюцкий Ю. Д.  Математическая модель поведения малых ветровых электростанций // Математическое моделирование. — 2015. — Т. 27, № 2. — С. 85—95.
- Dosaev Marat, Samsonov Vitaly, Hwang Shyh-Shin  Construction of control algorithm in the problem of the planar motion of a friction-powered robot with a flywheel and an eccentric weight // Applied Mathematical Modelling. — Elsevier BV (Netherlands), 2021. — С. 1517—1527.

#### Движение тел в сопротивляющейся среде
- Самсонов В. А., Шамолин М. В.  К задаче о движении тела в сопротивляющейся среде // Вестник Моск. Ун-та. Сер. 1: Математика, механика. — 1989. — № 3. — С. 51—54.
- Привалов В. А., Самсонов В. А.  Об устойчивости движения тела, авторотирующего в потоке среды // Изв. АН СССР. Механика твёрдого тела. — 1990. — № 2. — С. 32—38.
- Зенкин А. Н., Привалов В. А., Самсонов В. А.  О квазистатической модели воздействия среды на авторотирующее тело // Изв. РАН. Механика твёрдого тела. — 1993. — № 4. — С. 73—78.
- Привалов В. А., Самсонов В. А.  Сопоставление свойств устойчивости двух режимов авторотации // Прикл. математика и механика. — 1994. — Т. 58, вып. 2. — С. 37—48.
- Ерошин В. А., Самсонов В. А., Шамолин М. В.  Модельная задача о торможении тела в сопротивляющейся среде при струйном обтекании // Изв. РАН. Механика жидкости и газа. — 1995. — № 3. — С. 23—27.
- Привалов В. А., Привалова О. Г., Самсонов В. А.  О динамике бумеранга // Изв. РАН. Механика твёрдого тела. — 2003. — № 4. — С. 52—66.
- Самсонов В. А., Селюцкий Ю. Д.  Феноменологическая модель взаимодействия пластины с потоком среды // Фундаментальная и прикладная математика. — 2005. — Т. 11, № 7. — С. 43—62.
- Локшин Б. Я., Окунев Ю. М., Садовничий В. А., Самсонов В. А.  К вопросу о моделировании полёта болидов // Фундаментальная и прикладная математика. — 2005. — Т. 11, № 7. — С. 63—71.
- Самсонов В. А., Селюцкий Ю. Д.  Сопоставление различных форм записи уравнений движения тела в потоке среды // Изв. РАН. Механика твёрдого тела. — 2008. — № 1. — С. 171—178.
- Привалова О. Г., Окунев Ю. М., Самсонов В. А.  Об устойчивости движения осесимметричного оперённого тела в сопротивляющейся среде // Вестник Новосибирского гос. Ун-та. Сер. Биология, клиническая медицина. — 2011. — № 4. — С. 287—289.

#### Теория устойчивости движения
- Самсонов В. А.  Об устойчивости решений систем дифференциальных уравнений в некоторых случаях // Вестник Моск. Ун-та. Сер. 1: Математика, механика. — 1962. — № 5. — С. 74—78.
- Самсонов В. А.  О задаче минимума функционала при исследовании устойчивости движения тела с жидким наполнением // Прикл. математика и механика. — 1967. — Т. 31, вып. 3. — С. 523—526.
- Морозов В. М., Рубановский В. Н., Румянцев В. В., Самсонов В. А.  О бифуркации и устойчивости установившихся движений сложных механических систем // Прикл. математика и механика. — 1973. — Т. 37, вып. 3. — С. 387—399.
- Досаев М. З., Самсонов В. А.  Об устойчивости вращения тяжёлого тела с вязким наполнителем // Прикл. математика и механика. — 2002. — Т. 66, вып. 3. — С. 427—433.
- Карапетян А. В., Самсонов В. А., Сумин Т. С.  Об устойчивости и ветвлении перманентных вращений твёрдого тела с жидким наполнением // Прикл. математика и механика. — 2004. — Т. 68, вып. 6. — С. 994—998.